# Richard Williams (Politiker)

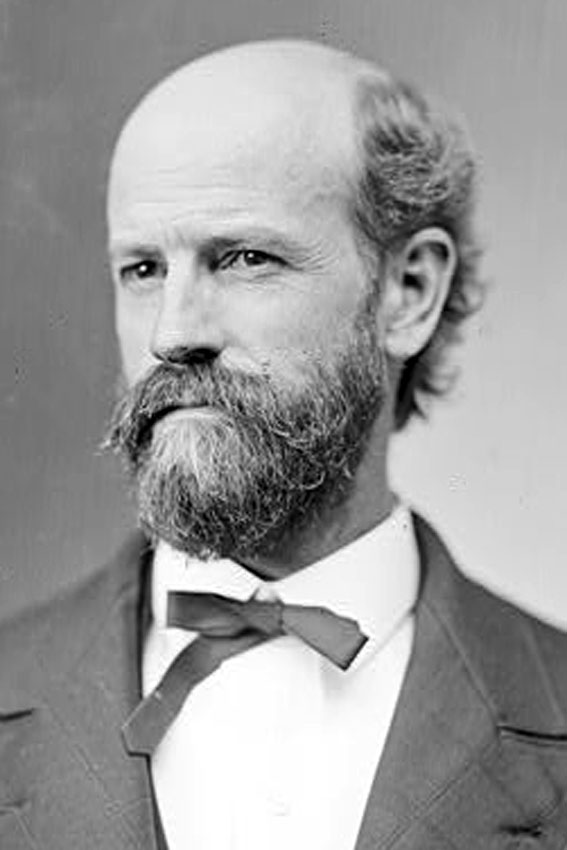
Richard Williams

Richard Williams (* 15. November 1836 in Findlay, Ohio; † 19. Juni 1914 in Portland, Oregon) war ein US-amerikanischer Politiker. Zwischen 1877 und 1879 vertrat er den Bundesstaat Oregon im US-Repräsentantenhaus.

## Frühe Jahre
Richard Williams besuchte die öffentlichen Schulen seiner Heimat. Im Jahr 1851 zog er in das Oregon-Territorium, wo er seine schulische Ausbildung fortsetzte. Später studierte er an der Willamette University in Salem. Nach einem anschließenden Jurastudium und seiner 1857 erfolgten Zulassung als Rechtsanwalt begann er in Kirbyville im Josephine County in einem neuen Beruf zu arbeiten. 

## Politische Laufbahn
Williams wurde Mitglied der Republikanischen Partei. Im Jahr 1874 kandidierte er erstmals für das US-Repräsentantenhaus. Aufgrund einer Spaltung innerhalb seiner Partei und der Kandidatur eines dritten Kandidaten zu seinen Ungunsten unterlag er dem Demokraten George Augustus La Dow, der dann im Amt verstarb und durch den in einer Nachwahl gewählten Lafayette Lane ersetzt wurde. Bei den Wahlen des Jahres 1876 konnte sich Williams gegen Amtsinhaber Lane durchsetzen und am 4. März 1877 in den Kongress einziehen. Da er aber im Jahr 1878 nicht mehr von seiner Partei für eine weitere Amtszeit nominiert wurde, konnte er nur eine Legislaturperiode bis zum 3. März 1879 absolvieren.

## Weiterer Lebenslauf
Nach dem Ende seiner Zeit im Kongress arbeitete Richard Williams wieder als Rechtsanwalt in Portland. Zwischen 1890 und 1910 war er Mitglied im Schulrat dieser Stadt. Er starb im Juni 1914 und wurde in Portland beigesetzt. Richard Williams war seit 1862 mit Clara J. Congle verheiratet, mit der er eine Tochter hatte.